# Champenard
Champenard är en kommun i departementet Eure i regionen Normandie i norra Frankrike. Kommunen ligger i kantonen Gaillon-Campagne som tillhör arrondissementet Les Andelys. År 2022 hade Champenard 304 invånare.

## Befolkningsutveckling
Antalet invånare i kommunen Champenard
Referens:INSEE